# Friend of a Phantom
Friend of a Phantom è il quarto album in studio del gruppo musicale danese Vola, pubblicato il 1º novembre 2024 dalla Mascot Label Group.

## Antefatti
Le sessioni di registrazione per l'album sono cominciate agli inizi del 2023, pochi mesi dopo la conclusione del tour in supporto al precedente album Witness. Gran parte del materiale è stato registrato presso la casa studio del cantante e chitarrista Asger Mygind, con la sola eccezione delle parti di batteria e tastiera (rispettivamente agli Hansen Studios e nell'appartamento del tastierista Martin Werner).
Come analizzato da Mygind, il processo di scrittura ha richiesto molto più tempo per il gruppo a causa degli effetti della pandemia di COVID-19 che ha condizionato la promozione di Witness, il cui tour è stato frammentato in più parti tra il 2021 e il 2022: ciò ha portato alla realizzazione immediata di circa la metà dell'album, tra cui il brano Paper Wolf, che è stato successivamente scelto come prima anteprima al pubblico nell'estate 2023.

## Stile musicale
I nove brani che compongono Friend of a Phantom rappresentano una continuazione di quanto operato dal quartetto con Witness, con il caratteristico equilibrio tra sezioni melodiche e pesanti. Tuttavia sono presenti svariate novità, come l'integrazione maggiore di elementi pop e shoegaze in tracce come Glass Mannequin o I Don't Know How We Got Here (tra i più sperimentali dell'album) o un maggiore utilizzo del growl da parte di Mygind; il brano d'apertura Cannibal è arricchito inoltre dalla partecipazione vocale di Anders Fridén, frontman degli In Flames. Secondo Mygind ciò ha portato il risultato finale ad essere «più variegato rispetto a Witness. [...] Le parti più violente sono più violente del solito, mentre quelle più tranquille sono anche più soft di quello che abbiamo suonato negli album precedenti. Per l'impronta stilistica, Friend of a Phantom si avvicina maggiormente a Applause of a Distant Crowd, mentre per il tipo di produzione può ricordare più da vicino Witness».

Il batterista Adam Janzi ha invece analizzato il cambiamento sonoro attraverso la seguente dichiarazione:

## Titolo e copertina
Friend of a Phantom è una metafora atta a indicare il seguire una direzione pericolosa nella propria vita: secondo Mygind, il "fantasma" può rappresentare un ideale, una dipendenza o una cospirazione, elementi che all'apparenza possono essere di conforto per il personaggio in questione (che ritiene solidi e sicuri) ma che lo portano sempre più verso il baratro. Ciò viene mostrato anche nella copertina, che ritrae una persona avvolta da svariate rondini:
(Asger Mygind)

## Promozione
Ancor prima che venisse annunciato l'album, il 23 agosto 2023 i Vola hanno pubblicato il singolo Paper Wolf insieme al relativo video musicale; esso è stato presentato dal vivo nel successivo tour svoltosi negli Stati Uniti d'America nel mese di settembre.
Il 19 giugno 2024 è stato presentato come secondo singolo Break My Lying Tongue, uscito in concomitanza all'annuncio dell'album e dei relativi dettagli come copertina, lista tracce e data di pubblicazione. Tra agosto e settembre sono stati distribuiti digitalmente I Don't Know How We Got Here e Cannibal, mentre a ridosso dell'uscita dell'album il gruppo ha reso disponibile un video per la quinta traccia Bleed Out e un lyric video per la terza traccia We Will Not Disband.
Tra il 1º e il 30 novembre si è svolto il Friend of a Phantom European Tour 2024, che ha visto i Vola esibirsi nelle principali città europee.

## Tracce
Testi e musiche di Vola.
1. Cannibal (feat. Anders Fridén) – 5:02
2. Break My Lying Tongue – 3:50
3. We Will Not Disband – 4:25
4. Glass Mannequin – 3:48
5. Bleed Out – 6:04
6. Paper Wolf – 4:27
7. I Don't Know How We Got Here – 3:33
8. Hollow Kid – 4:41
9. Tray – 5:03

## Formazione
Hanno partecipato alle registrazioni, secondo le note di copertina:
Gruppo
- Asger Mygind – chitarra, voce
- Nicolai Mogensen – basso
- Martin Werner – tastiera
- Adam Janzi – batteria

Altri musicisti
- Anders Fridén – voce (traccia 1)

Produzione
- Asger Mygind – produzione
- Jacob Hansen – ingegneria della batteria, missaggio, mastering, arrangiamento aggiuntivo (traccia 5)
- Daniel Bergstrand – registrazione e ingegneria parti di Fridén (traccia 1)

## Classifiche
| Classifica (2024)         | Posizione massima |
| ------------------------- | ----------------- |
| Finlandia                 | 40                |
| Paesi Bassi               | 11                |
| Regno Unito (independent) | 14                |
| Svizzera                  | 94                |